# 丹麥—土耳其關係
丹麥–土耳其關係是指丹麥和土耳其現在和歷史上的關係。丹麥在安卡拉設有大使館，土耳其在哥本哈根也設有大使館。 兩國都是北約、歐安組織及歐洲理事會成員國。  2014 年，因《日德蘭郵報》穆罕默德漫畫風波和Roj 電視台事件（2014 年 2 月 27 日，丹麥最高法院暫停了 Roj 電視台的廣播執照），丹麥和土耳其的外交關係面臨壓力。
丹麥是歐盟會員國，土耳其則是歐盟候選國。